# Фриско (Колорадо)
Фриско (енгл. Frisco) град је у америчкој савезној држави Колорадо.

## Демографија
По попису из 2010. године број становника је 2.683, што је 240 (9,8%) становника више него 2000. године.
| Група             | 2000.         | 2010.         |
| Белци             | 2.304 (94,3%) | 2.463 (91,8%) |
| Афроамериканци    | 2 (0,1%)      | 10 (0,4%)     |
| Азијати           | 22 (0,9%)     | 34 (1,3%)     |
| Хиспаноамериканци | 85 (3,5%)     | 139 (5,2%)    |
| Укупно            | 2.443         | 2.683         |